# La Planche
La Planche (bretonisch: Ar Plank; Gallo: La Plaunch) ist eine französische Gemeinde mit 2802 Einwohnern (Stand: 1. Januar 2022) im Département Loire-Atlantique in der Region Pays de la Loire; sie gehört zum Arrondissement Nantes und zum Kanton Clisson. Die Einwohner werden Planchots genannt.

## Geographie
Die Gemeinde La Planche liegt am Ognon an der Grenze zum Département Vendée, etwa 30 Kilometer südlich von Nantes. Nachbargemeinden von La Planche sind Montbert im Nordwesten und Norden, Aigrefeuille-sur-Maine im Nordosten, Remouillé im Nordosten und Osten, Vieillevigne im Süden sowie Saint-Philbert-de-Bouaine im Westen.

## Bevölkerungsentwicklung
| Jahr                       | 1962 | 1968 | 1975 | 1982 | 1990 | 1999 | 2006 | 2013 | 2022 |
| Einwohner                  | 1513 | 1471 | 1532 | 1883 | 2052 | 2074 | 2269 | 2490 | 2802 |
| Quellen: Cassini und INSEE |      |      |      |      |      |      |      |      |      |

## Sehenswürdigkeiten
- Kirche Saint-Jacques von 1884
- Villa Les Rambaudières

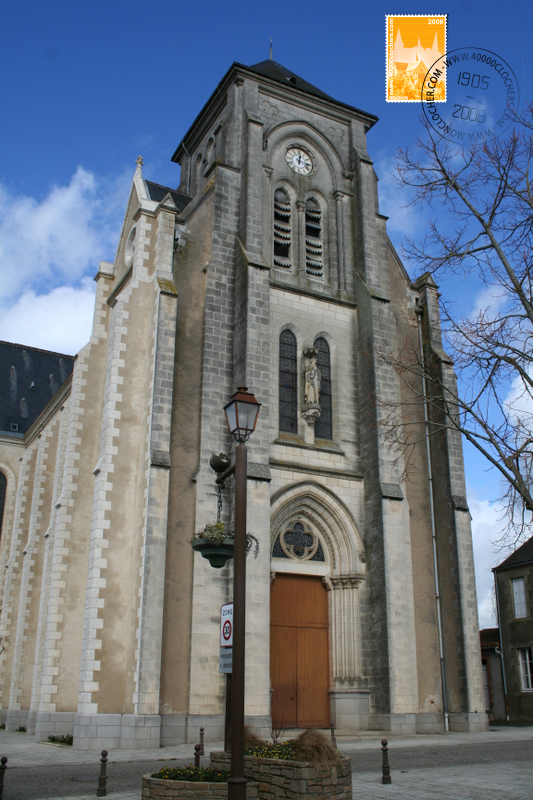
Kirche Saint-Jacques
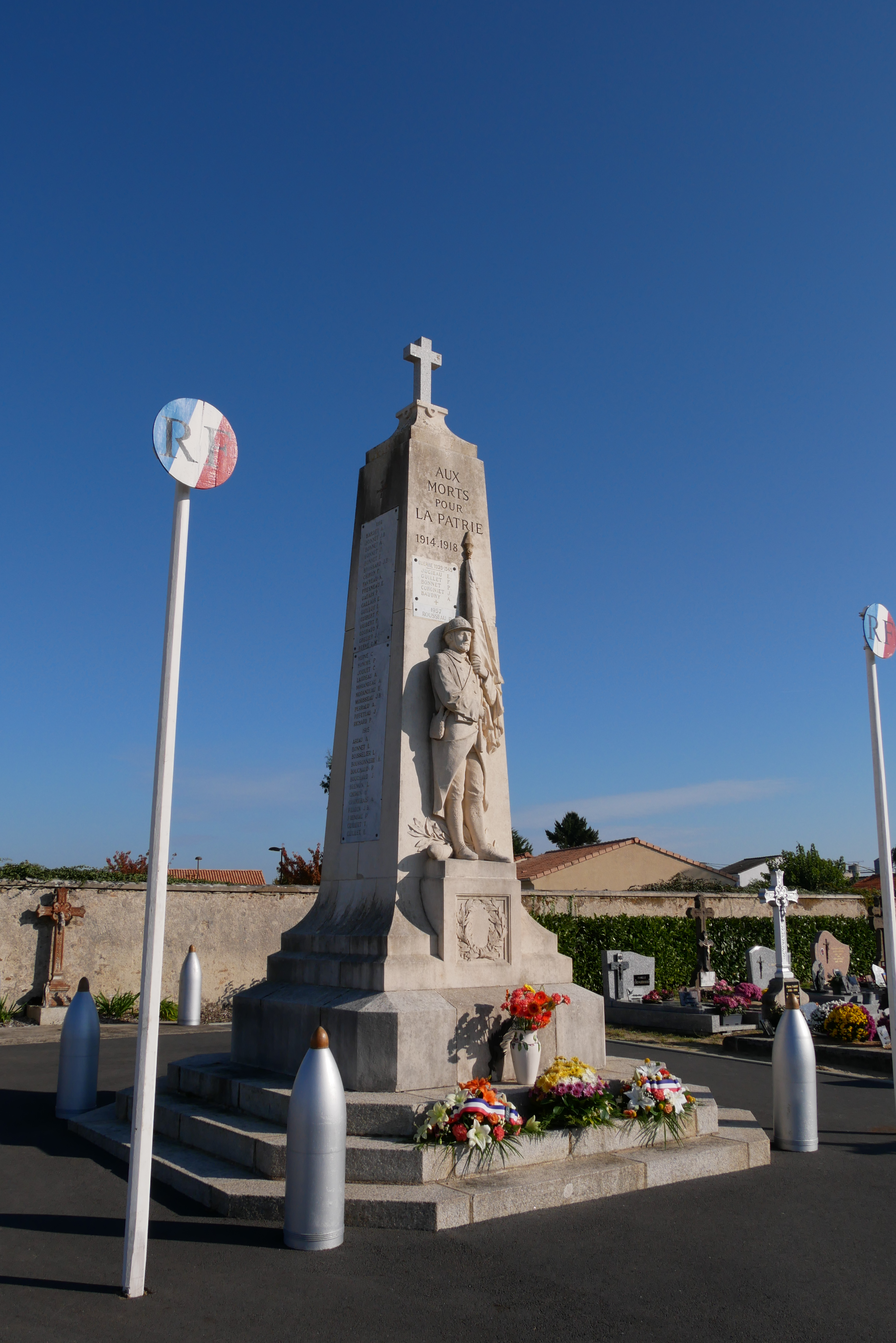
Gefallenendenkmal